# 三條簪
三條簪，又稱「三把刀」。是古代福州女性的一種螺螄髻髮飾，盤髻於後腦，正中、正右、正左各插一簪，俗稱三條簪。
三條簪於2024年6月，入選福州鼓樓區第七批非物質文化遺產，同年11月7日，以「福州傳統梳妝技藝（三條簪）」入選福州市第八批非物質文化遺產。

## 歷史

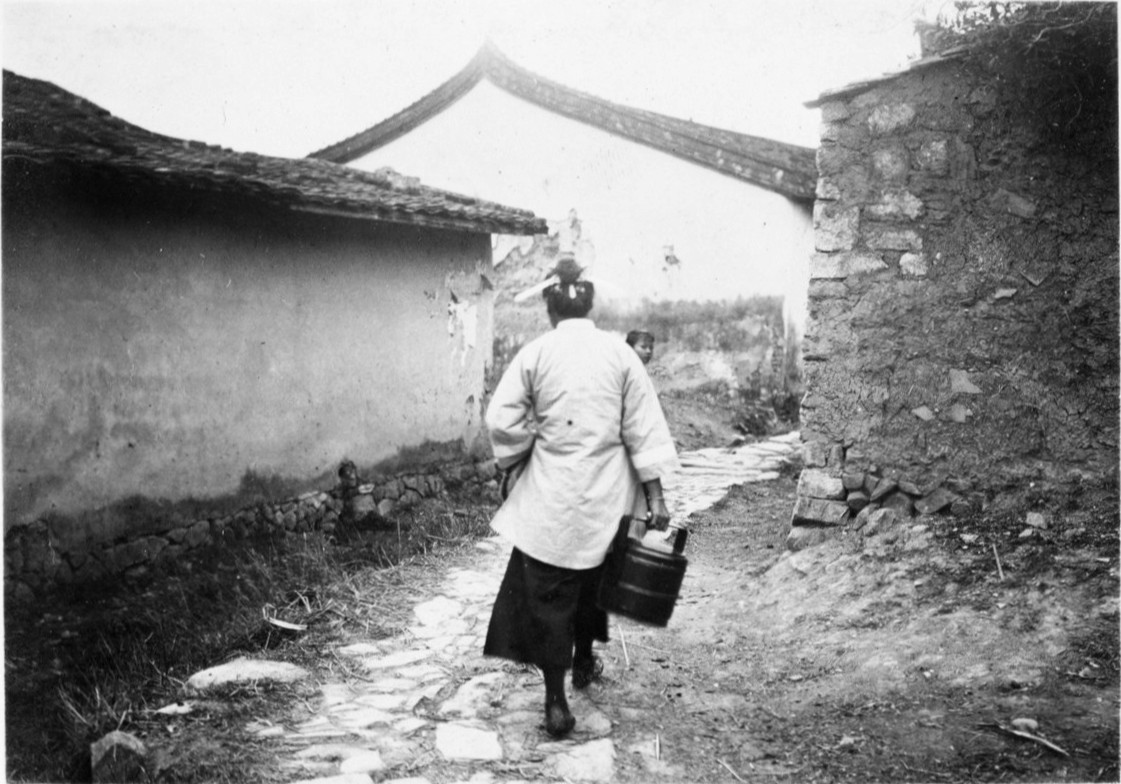
舊時福州妇女头戴“三條簪”的发簪回外家送拗九粥的路上

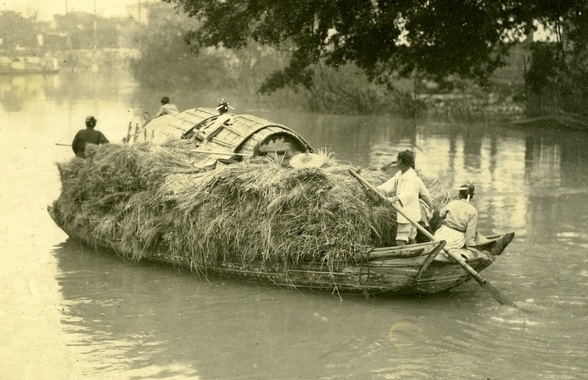
福州的船只，船上为福州民系的农民，其妇女头戴典型的福州“三條簪”的发簪

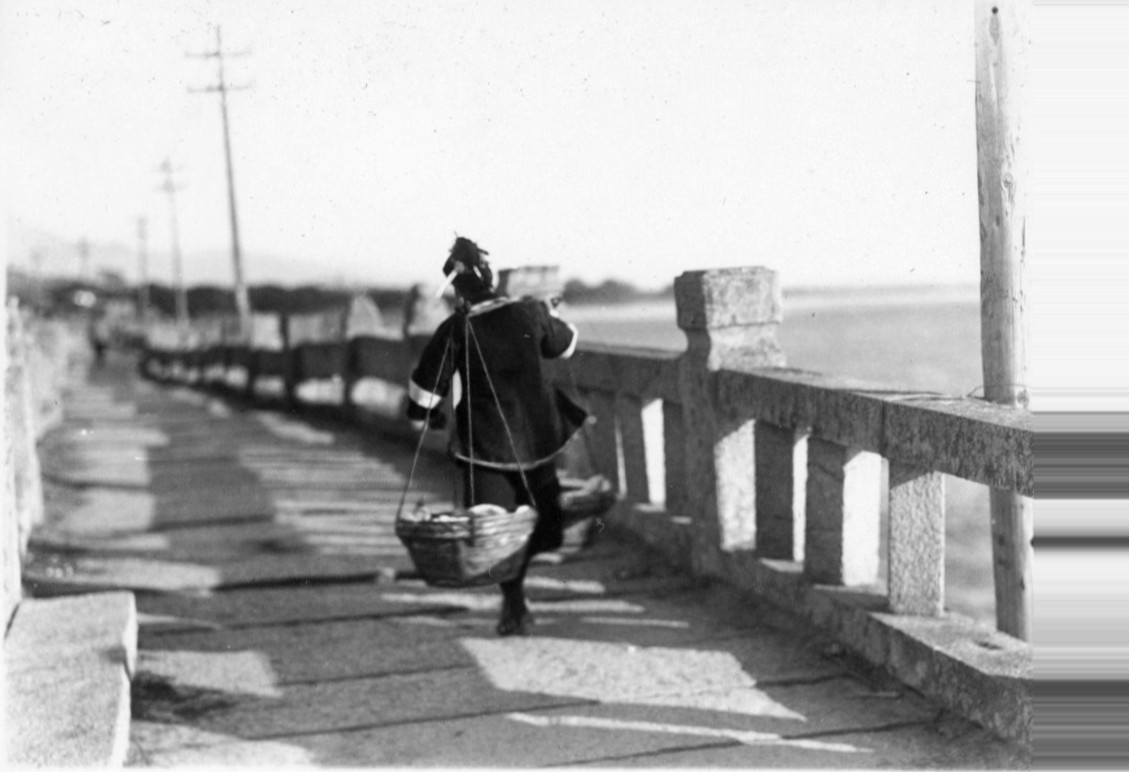
舊時福州勞作婦女

關於三條簪的歷史來歷，有諸多說法：

### 說法一
在汉國的武帝時期，闽越国被汉國出征的軍隊亡國。漢軍進駐閩越國之後，無惡不作，屠殺闽越國的所有男人，並且强娶閩越國本土妇女為妻。但是闽越國的妇女誓死不从，便在发髻上插刀子以防身。后来發展成為在福州地區的婦女发髻上的頭飾三条簪。

### 說法二
到得唐朝，大兵入境，相傳當時曾殺盡了福建的男子，只留下女人，以配光身的兵士……因為她們的父親、丈夫、兒子，都被外來的征服者殺了，她們誓死不肯從敵，故而時時帶着三把刀在身邊，預備復仇。

### 說法三
在大明的嘉靖年間，倭寇時常來袭扰福州城。福州婦女不甘屈辱，在身上隨身携带着短小锋利的铁器，用以防禦沿海袭来的倭寇。后来，为了携带方便與隐蔽，福州婦女就把这种小铁器改制成簪子，插戴在发髺内，用来防身和杀敌，如果日子实在难过，甚至可以用于自杀。后来渐渐地演变成使用银器打制，後期慢慢變成象征性装饰意味强烈的刀剑形头饰。

### 考據
福州文史專家黃啟權在《古時福州的一道風景線——「三條簪」》中介紹說，「（三條簪）溯其形制，實晉人舊俗之遺傳，後乃成為全國絕無僅有的了。」認為「三條簪」的來歷淵源可追溯到約公元2世紀末的晉代，後來晉人衣冠南渡，把這種頭飾帶到福州，延續到近現代。比閩太祖入閩的年代還要久遠。甚至福州歷史掌故前輩鄭麗生先生考證「三條簪」正是從「五兵佩」而來，不過從斧、鉞、戈、戟變為刀、劍罷了。但福州市社科院相關學者表示，亦以兩者外形差異較大表示質疑，因此，目前學界對此依舊衆說紛紜。在民國時期，劉訓瑺有一首描繪福建女子「三條簪」的《洪塘》詩作：「娘子撐船來接郎，前朝回首事凄涼。須眉死盡裙钗活，蠻髻依然晃劍光。」作者劉訓瑺還在旁邊有批注講：「相傳無諸亡國，男兒殲滅，漢嶽強娶婦女，不從者髻上常插刀子防衛。今鄉間農婦髻上『三條簪』，猶古之刀劍式也。」女子髻頭晃劍光，可謂又美又飒。亡國悲劇之下，女子以簪自衛，堅貞不屈，這是民間流傳比較流行並認同的說法。

## 樣式
头饰呈刀剑形，多數是银质，也有使用白銅，山區婦女也有用竹製的，舊時富戶的主簪則用黃金打制。每條長約20厘米，重約七八錢至一兩，中间一刀豎插，刀尖朝天。左右两刀横插，刀尖朝外，相互对称，插戴在发髻上。鄉下地方的貧戶也有用削竹制成的，個別富戶中簪也有用黃金制成。簪的形狀扁平如劍，上尖，劍身鏤刻有花紋。中簪劍刃向上，左右兩支簪交叉，劍刃向外，三簪同插於發髻之間。